# Cover Girl (RuPaul-låt)
Cover Girl är den första singeln som släpptes från RuPauls album Champion. Singeln släpptes på iTunes den 3 februari 2009 som en del av EP:n Cover Girl - The RuMixes, och släppt igen som spår tre på Champion-albumet.
Den 5 januari 2009 släppte RuPaul singeln Cover Girl över hela världen via sitt MySpace-konto och sin blogg. Singeln hade premiär i en PR-video för TV-serien  RuPauls dragrace, en realityserie med ett format i stil med America's Next Top Model.
Singeln släpptes senare för nedladdning på iTunes den 11 februari 2009, eller via CD-försäljning direkt från RuPauls webbplats (släppt under skivbolaget "RuCo, Inc".) Den 17 februari 2009 släpptes musikvideon för Cover Girl. 
En andra version av musikvideon släpptes i början av april 2009, då med medverkan av de tre finalisterna av RuPauls dragrace och ett rap-inslag av säsongens vinnare BeBe Zahara Benet.

## Spårlista
| Nr | Titel                                              | Längd |
| -- | -------------------------------------------------- | ----- |
| 1. | Cover Girl                                         | 3:03  |
| 2. | Cover Girl (Machutchi's TaterZ DeeP)               | 6:49  |
| 3. | Cover Girl (Revolucian's I Am The Runway)          | 6:36  |
| 4. | Cover Girl (Twisted Dee's Edit)                    | 4:02  |
| 5. | Cover Girl (Joe Gauthreaux's Runway Anthem)        | 8:32  |
| 6. | Cover Girl (One... Two... Drew G's Coming for You) | 6:53  |
| 7. | Cover Girl (Revolucian's RuSkool)                  | 3:38  |
| 8. | Cover Girl (Twisted Dee's Club)                    | 7:49  |